# Cypholophus englerianus
Cypholophus englerianus är en nässelväxtart som beskrevs av H. Winkl.. Cypholophus englerianus ingår i släktet Cypholophus och familjen nässelväxter. Inga underarter finns listade i Catalogue of Life.